# زونگسار جامیانگ خینتسه ریپونچه
زونگسار جامیانگ خینتسه ریپونچه (انگلیسی: Dzongsar Jamyang Khyentse Rinpoche؛ بوتانی: རྫོང་གསར་ འཇམ་དབྱངས་ མཁྱེན་བརྩེ་ རིན་པོ་ཆེ؛ زادهٔ ۱۸ ژوئن ۱۹۶۱) کارگردان فیلم، فیلم‌نامه‌نویس و لامای اهل بوتان است. وی دانش‌آموختۀ دانشکده مطالعات شرقی و آفریقایی است.
او فیلم‌سازی را از برناردو برتولوچی، پس از آنکه مدتی به‌عنوان مشاور برای ساخت فیلم بودای کوچک نزد او، فرا گرفت. 